# Rivière Milnikek
Pour les articles homonymes, voir Milnikek.
La rivière Milnikek est un cours d'eau douce de la péninsule gaspésienne dans l'est du Québec, au Canada. Ce cours d'eau traverse les municipalités régionales de comté (MRC) de :
- La Matapédia (région administrative du Bas-Saint-Laurent) : territoire non organisé de rivière-Vaseuse (canton de Jetté) ; municipalité de Albertville (canton de Matalik) ; territoire non organisé de Routhierville (canton de Milnikek) ;
- Avignon (région administrative de Gaspésie-Îles-de-la-Madeleine) : territoire non organisé de Ruisseau-Ferguson (canton de Roncevaux).

La rivière Milnikek prend sa source de ruisseaux drainant un plateau forestier. La rivière coule généralement vers l'est surtout en zone forestière. Cette rivière de la vallée de la Matapédia se déverse à Routhierville, sur la rive ouest de la rivière Matapédia laquelle coule vers le sud jusqu'à la rive nord de la rivière Ristigouche ; cette dernière coule vers l'est, jusqu'à la rive ouest de la baie des Chaleurs laquelle s'ouvre vers l'est sur le golfe du Saint-Laurent.

## Géographie
La rivière Milnikek prend sa source en montagne dans le canton de Jetté, situé dans le territoire non organisé de Rivière-Vaseuse. Cette source est située à :
- 0,6 km à l'est de la limite de la Seigneurie du Lac Mitis ;
- 2,5 km à l'est de la rive du Lac Supérieur ;
- 36,9 km au nord-ouest de la confluence de la rivière Milnikek ;
- 60,6 km au sud-est du littoral du golfe du Saint-Laurent.

La partie supérieure de la rivière coule en parallèle à celle de la rivière Meadow laquelle est du côté sud-Ouest.
À partir de sa source, le cours de la rivière Milnikek descend sur 55,5 km selon les segments suivants :
Cours supérieur de la rivière (segment de 31,5 km)
- 11,2 km vers le sud-est dans le canton de Jetté, presque en ligne droite, jusqu'à la limite du canton de Roncevaux ;
- 3,1 km vers l'est dans le canton de Roncevaux, en formant une courbe vers le sud, jusqu'à un ruisseau (venant du sud-ouest) ;
- 0,2 km vers l'est, jusqu'au ruisseau Alder (venant du sud-ouest) ;
- 3,0 km vers le nord-est, jusqu'à la limite du canton de Jetté ;
- 1,2 km vers le nord, jusqu'au ruisseau Desbiens ;
- 4,7 km vers le nord, jusqu'à la confluence de la rivière Vaseuse ;
- 7,5 km vers l'est, jusqu'à la limite du canton de Matalik ;
- 0,6 km vers le l'est dans le canton de Matalik, jusqu'à la confluence de la Grande Rivière Milnikek Nord ;

Cours inférieur de la rivière (segment de 24,0 km)
- 1,9 km vers le sud-est, jusqu'à la limite du canton de Milnikek ;
- 3,8 km vers le sud-est dans le canton de Milnikek, jusqu'au pont de la route forestière érigé à la confluence du ruisseau Knoble (venant du sud) ;
- 2,0 km vers le nord-est jusqu'au ruisseau à la Loutre (venant du nord) ;
- 8,3 km vers l'est jusqu'au ruisseau des Cinq Milles (venant du nord-ouest) ;
- 8,1 km vers le sud-est, en coupant la voie ferrée du Canadien National, jusqu'à la confluence de la rivière[2].

La rivière Milnikek se déverse sur la rive ouest de la rivière Matapédia, dans le lieu-dit Milnikek. Cette confluence est située à :
- 7,7 km en amont de la confluence de la rivière Assemetquagan qui se déverse sur la rive est de la rivière Matapédia ;
- 23,1 km au nord-ouest de la confluence de la rivière Matapédia ;
- 19,0 km au nord-ouest du centre du village de Saint-Alexis-de-Matapédia.

## Toponymie
Le toponyme « rivière Milnikek » a été officialisé le 5 décembre 1968 à la Commission de toponymie du Québec.